# تپه ویس قره دو
تپه ویس قره دو مربوط به هزاره ۴ قبل از میلاد - دوره عیلامیان - دوره ساسانیان است و در شهرستان اندیمشک، بخش مرکزی، دهستان حومه روستای ده ایجی واقع شده و این اثر در تاریخ ۱۵ اسفند ۱۳۸۵ با شمارهٔ ثبت ۱۷۹۹۴ به‌عنوان یکی از آثار ملی ایران به ثبت رسیده است.